# Tim Detig
Tim Detig (* 29. Mai 2001 in Heidelberg) ist ein deutscher Eishockeyspieler, der seit Juni 2023 erneut bei den Heilbronner Falken aus der Eishockey-Oberliga unter Vertrag steht.

## Karriere
Er durchlief sämtliche Nachwuchsmannschaften der Jungadler Mannheim und gewann mit der U20-Mannschaft 2018 und 2019 jeweils die Deutsche Nachwuchsliga. 2019 gab er sein Profidebüt bei den Heilbronner Falken aus der DEL2.